# Open de la Ruhr de snooker 2015
L'Open de la Ruhr 2015 est un tournoi de snooker classé mineur, qui s'est déroulé du 7 au 11 octobre 2015 à la RWE Sporthalle à Mülheim en Allemagne. Il est sponsorisé par la Kreativ Dental Clinic. 

## Déroulement
Il s'agit de la troisième épreuve du championnat européen des joueurs, une série de tournois disputés en Europe (6 épreuves) et en Asie (1 épreuve), lors desquels les joueurs doivent accumuler des points afin de se qualifier pour la grande finale à Manchester.
L'événement compte un total de 239 participants, dont 128 ont atteint le tableau final. Le vainqueur remporte une prime de 25 000 €.
Le tournoi est remporté par Rory McLeod 4 à 2 lors d'une finale surprise face à Tian Pengfei. McLeod décroche ainsi son premier titre en 24 ans de carrière.

## Dotation
La répartition des prix est la suivante :
- Vainqueur : 25 000 €
- Finaliste : 12 000 €
- Demi-finaliste : 6 000 €
- Quart de finaliste : 4 000 €
- 8èmes de finale : 2 300 €
- 16èmes de finale : 1 200 €
- Deuxième tour : 700 €
- Dotation totale : 125 000 €

## Phases finales
|  | Quarts de finale au meilleur des 7 manches | Quarts de finale au meilleur des 7 manches | Quarts de finale au meilleur des 7 manches |              |              | Demi-finales au meilleur des 7 manches | Demi-finales au meilleur des 7 manches | Demi-finales au meilleur des 7 manches |  |  | Finale au meilleur des 7 manches | Finale au meilleur des 7 manches | Finale au meilleur des 7 manches |
|  |                                            |                                            |                                            |              |              |                                        |                                        |                                        |  |  |                                  |                                  |                                  |
|  |                                            | Mark Davis                                 | 3                                          |              |              |                                        |                                        |                                        |  |  |                                  |                                  |                                  |
|  |                                            | Rory McLeod                                | 4                                          |              |              |                                        |                                        |                                        |  |  |                                  |                                  |                                  |
|  |                                            | Rory McLeod                                | 4                                          |              | Rory McLeod  | 4                                      |                                        |                                        |  |  |                                  |                                  |                                  |
|  |                                            |                                            |                                            |              | Rory McLeod  | 4                                      |                                        |                                        |  |  |                                  |                                  |                                  |
|  |                                            |                                            | Mike Dunn                                  | 1            |              |                                        |                                        |                                        |  |  |                                  |                                  |                                  |
|  |                                            | Mark Williams                              | Mike Dunn                                  | 1            | 1            |                                        |                                        |                                        |  |  |                                  |                                  |                                  |
|  |                                            | Mark Williams                              |                                            |              | 1            |                                        |                                        |                                        |  |  |                                  |                                  |                                  |
|  |                                            | Mike Dunn                                  | 4                                          |              |              |                                        |                                        |                                        |  |  |                                  |                                  |                                  |
|  |                                            |                                            |                                            |              |              |                                        |                                        |                                        |  |  |                                  | Rory McLeod                      | 4                                |
|  |                                            |                                            |                                            | Tian Pengfei | 2            |                                        |                                        |                                        |  |  |                                  |                                  |                                  |
|  |                                            | Tian Pengfei                               | 4                                          |              |              |                                        |                                        |                                        |  |  |                                  |                                  |                                  |
|  |                                            | Alan McManus                               | 3                                          |              |              |                                        |                                        |                                        |  |  |                                  |                                  |                                  |
|  |                                            | Alan McManus                               | 3                                          |              | Tian Pengfei | 4                                      |                                        |                                        |  |  |                                  |                                  |                                  |
|  |                                            |                                            |                                            |              | Tian Pengfei | 4                                      |                                        |                                        |  |  |                                  |                                  |                                  |
|  |                                            |                                            | David Gilbert                              | 3            |              |                                        |                                        |                                        |  |  |                                  |                                  |                                  |
|  |                                            | David Gilbert                              | David Gilbert                              | 3            | 4            |                                        |                                        |                                        |  |  |                                  |                                  |                                  |
|  |                                            | David Gilbert                              |                                            |              | 4            |                                        |                                        |                                        |  |  |                                  |                                  |                                  |
|  |                                            | Barry Hawkins                              | 2                                          |              |              |                                        |                                        |                                        |  |  |                                  |                                  |                                  |

## Finale
| Finale au meilleur des 7 manches Arbitre : Theo Selbertinger |                          |                    |
| Rory McLeod Angleterre                                       | 4 - 2 ( - )              | Tian Pengfei Chine |
| 0 58                                                         | Centuries Meilleur break | 1 106              |
| Rory McLeod remporte l'Open de la Ruhr 2015                  |                          |                    |